# Casas de Felipe
Despoblado de la provincia de Cáceres (Extremadura, España), partido judicial de Coria, comarca de Sierra de Gata y término de Valverde del Fresno. Está situado junto a la margen izquierda del arroyo Sobreros, tributario del río Erjas, a 414 m de altitud. Ocupa una superficie de 0,26 ha y se compone de unas treinta casas repartidas en dos núcleos, separados entre ellos por una distancia de 250 m. El situado más al oeste está formado por unas veinte casas ruinosas que ocupan una extensión de 0,15 ha; el segundo presenta algunos edificios nuevos y una parte abandonada de 0,11 ha, con una decena de casas arruinadas. Entre ambos se encuentra la antigua escuela. El núcleo principal está situado a 40º10'46" de latitud Norte y 6º56'16" de longitud Oeste. 300 metros hacia el sur se mantiene en pie el viejo molino del Sobreros, aún en aceptable estado, invadido por la vegetación y casi escondido entre el arroyo y el monte circundante. El entorno natural está formado básicamente por pinos, encinas, robles, chopos, alisos, brezos, jaras, zarzas y helechos. Se cultivan olivos, escasos frutales y algún que otro pequeño huerto. Dista 7 km de la villa de Valverde del Fresno. Factores como la despoblación del medio rural entre los años 50 y 70 del pasado siglo, la mejora de las carreteras y la mayor disponibilidad económica de los vecinos, que ya no necesitaban vivir en pequeños e incómodos núcleos al poder disponer de un vehículo propio, ocasionaron el abandono definitivo del caserío.